# یواس‌اس شرک (دی‌دی-۳۱۸)

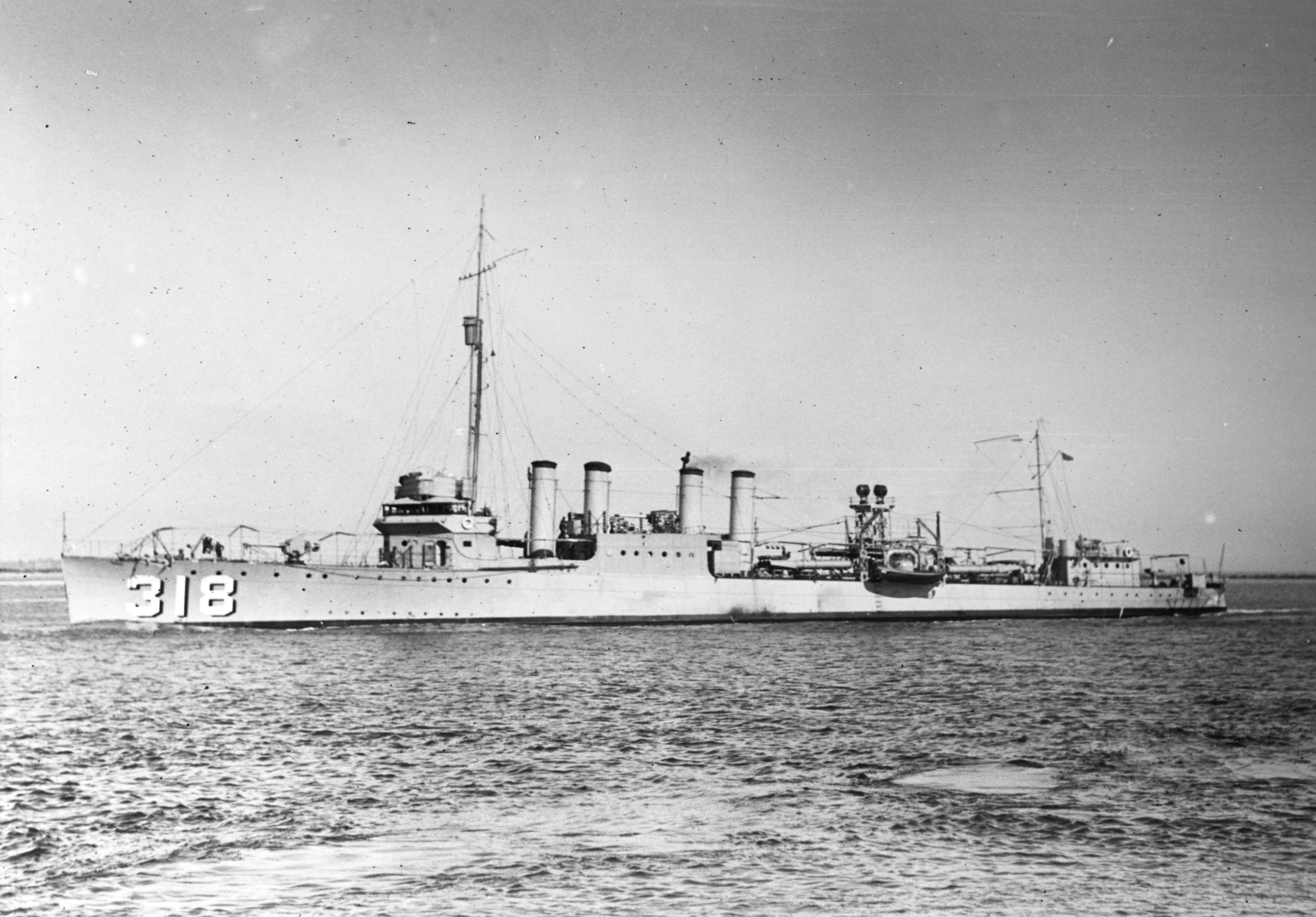
یو اس اس شرک (دی دی-318)

یواس‌اس شرک (دی‌دی-۳۱۸) (به انگلیسی: USS Shirk (DD-318)) یک کشتی بود که طول آن ۳۱۴ فوت ۴ ۱⁄۲ اینچ (۹۵٫۸۲۲ متر) بود. این کشتی در سال ۱۹۱۹ ساخته شد.